# Benavent de la Conca

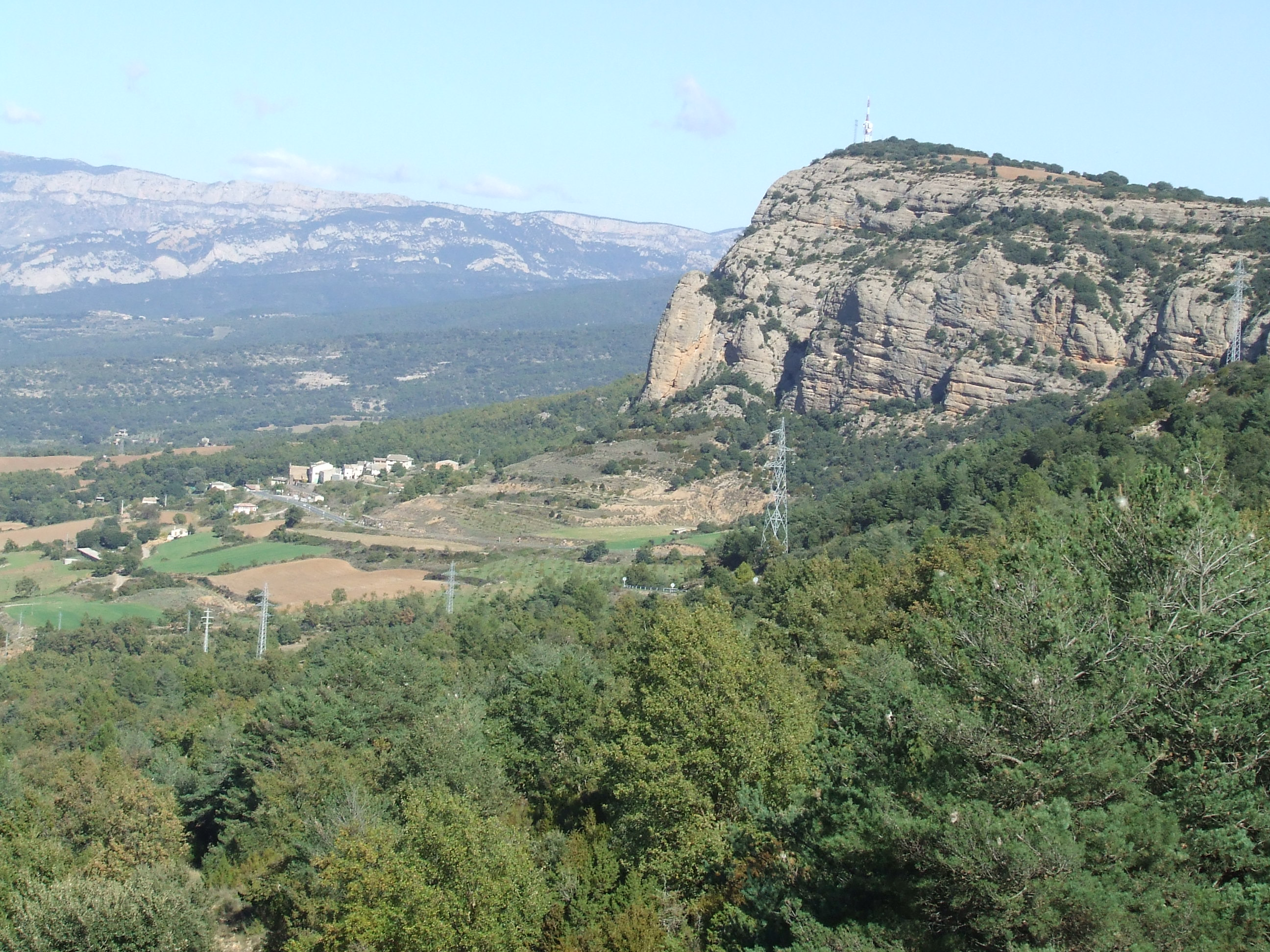
Vista general de Benavent de la Conca.

El pueblo de Benavent de Tremp, que cambió su nombre oficial por el de  Benavent de la Conca en el mismo momento de su anexión al nuevo término municipal de Isona y Conca Dellá, es el pueblo más oriental de su municipio actual y de todo el Pallars Jussá. 
Conocido a lo largo de la historia por estos dos nombres, en el lenguaje coloquial de la comarca lo habitual es llamarlo, simplemente, Benavent. Está situado a 1.004 m de altitud, en un lugar que representa un espléndido mirador de toda la Conca Dellá.

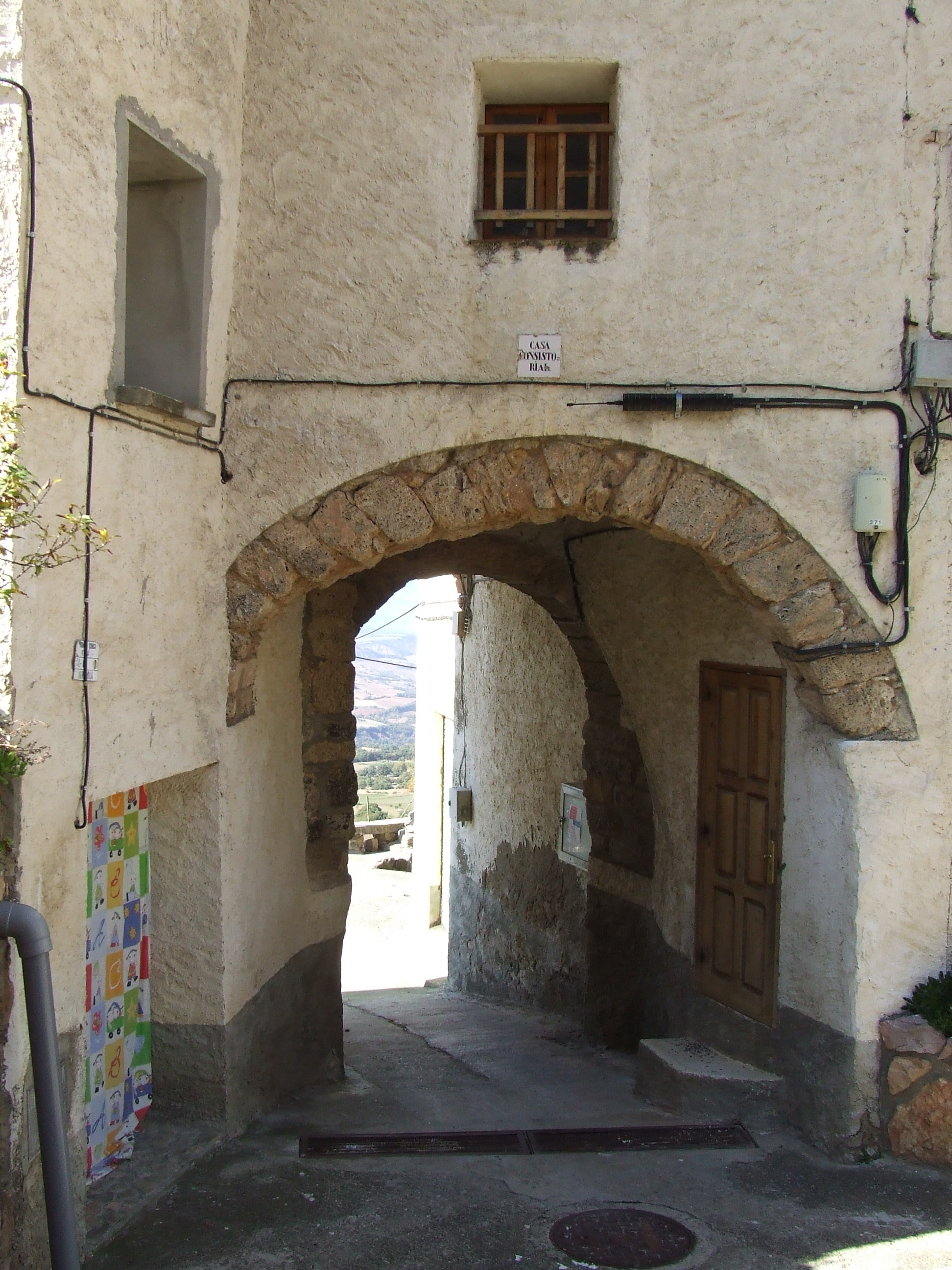
Puerta de entrada al pueblo. Sobre él el antiguo ayuntamiento.

Se trata de un pequeño pueblo adosado bajo el Roc de Benavent, que le da una belleza muy especial y espectacular. De todos modos, su situación estratégica cerca del paso entre la Noguera y el Pallars le confirió siempre una importancia mayor de la que se desprende del volumen de sus habitantes.
El pueblo viejo se formó en torno a la iglesia de Santa Margarida de Benavent de la Conca y del Castillo de Benavent de la Conca, aunque modernamente se ha ido extendiendo hacia poniente, bajando por la pendiente hacia tierras más suaves y favorables. El casco viejo estaba amurallado, con un portal de entrada que todavía existe hoy en día. Tras él se abre una amplia plaza que conserva el cercado a los lados norte y oeste. Al sur y al este ha desaparecido el cercado que debía cerrar el pueblo, pero debe corresponder al lugar que ocupaba el castillo, que fue derribado, quizás en las destrucciones de castillos y masías fortificadas ordenadas por Felipe V de España, después del Decreto de Nueva Planta, dentro del plan de represalias contra la fidelidad de los catalanes en la causa austracista. Se conservan vestigios del castillo y sus murallas.
La iglesia de Santa Margarita constituía parroquia propia. Actualmente, como el resto de parroquias del actual municipio, y del vecino de Abella de la Conca, depende del rector de Isona. Pertenece, pues, al obispado de Urgel, dentro de la arciprestazgo de Tremp.
Aparte del casco antiguo del pueblo de Benavent (Cal Mariano, Ca l'Esteve, Cal Doctor, la Era del Caravall), al este de la carretera, forman esta población Cal Volament, Cal Volament Nueva, Cal Topinet, Cal Tura i Cal Janet. La antigua casería y hostales de Blasco, con la Era del Pateu y la Granja de Blasco, además, también está prácticamente integrado en el rodal de Benavent, sobre todo habiendo perdido importancia como hostal de camino que había tenido tiempo atrás.
Alrededor de Cal Grilló se ha ido formado un segundo núcleo central, del pueblo de Benavent, a poniente de la carretera.
Antiguamente, había habido los arrabales de Santa Eulalia y Sant Gili, que salen mencionados en algunos documentos antiguos. Del de Sant Gili, se conserva la memoria de la romería que se celebraba en su ermita, pero en la actualidad no hay ningún recuerdo de las casas que formaban este arrabal. Sin embargo, el bosquecillo de robles que conserva algunos restos puede esconder bastantes cosas que una prospección arqueológica sacaría, sin duda, a la luz. El de Santa Eulalia es del todo desconocido, también. Incluso el nombre parece del todo perdido.

## Etimología
La primera parte del nombre de Benavent de la Conca proviene del latín beneventum, compuesto de las raíces del adverbio bien y del participio verbal de venir. Sería, por tanto, una palabra emparentado con el nombre, común o propia, de bienvenido. Hay que considerar, que tanto esta población como Benavente de Lérida y  Benavente, en la provincia de Zamora, coinciden en el nombre con una población italiana, Benevento, en la Campania, que sería la primera que llevó ese nombre.
El topónimo Benavent pallarés está documentado desde el 1069 (Benauent), y 1079, donde sale, en latín, como Benavente.
Sin embargo la versión popular es diferente: por sus características geográficas, Benavent es un pueblo donde hace viento y el clima es sano. Por lo tanto: Benavent vendría de buen viento, según el imaginario popular. Como se puede ver en el antiguo escudo municipal, en el primer cuartel se representaba un molino, como símbolo del viento.
La segunda parte del topónimo antiguo del pueblo y del antiguo municipio se refería a su proximidad—y dependencia—con la cabeza de comarca, Tremp.

## Historia

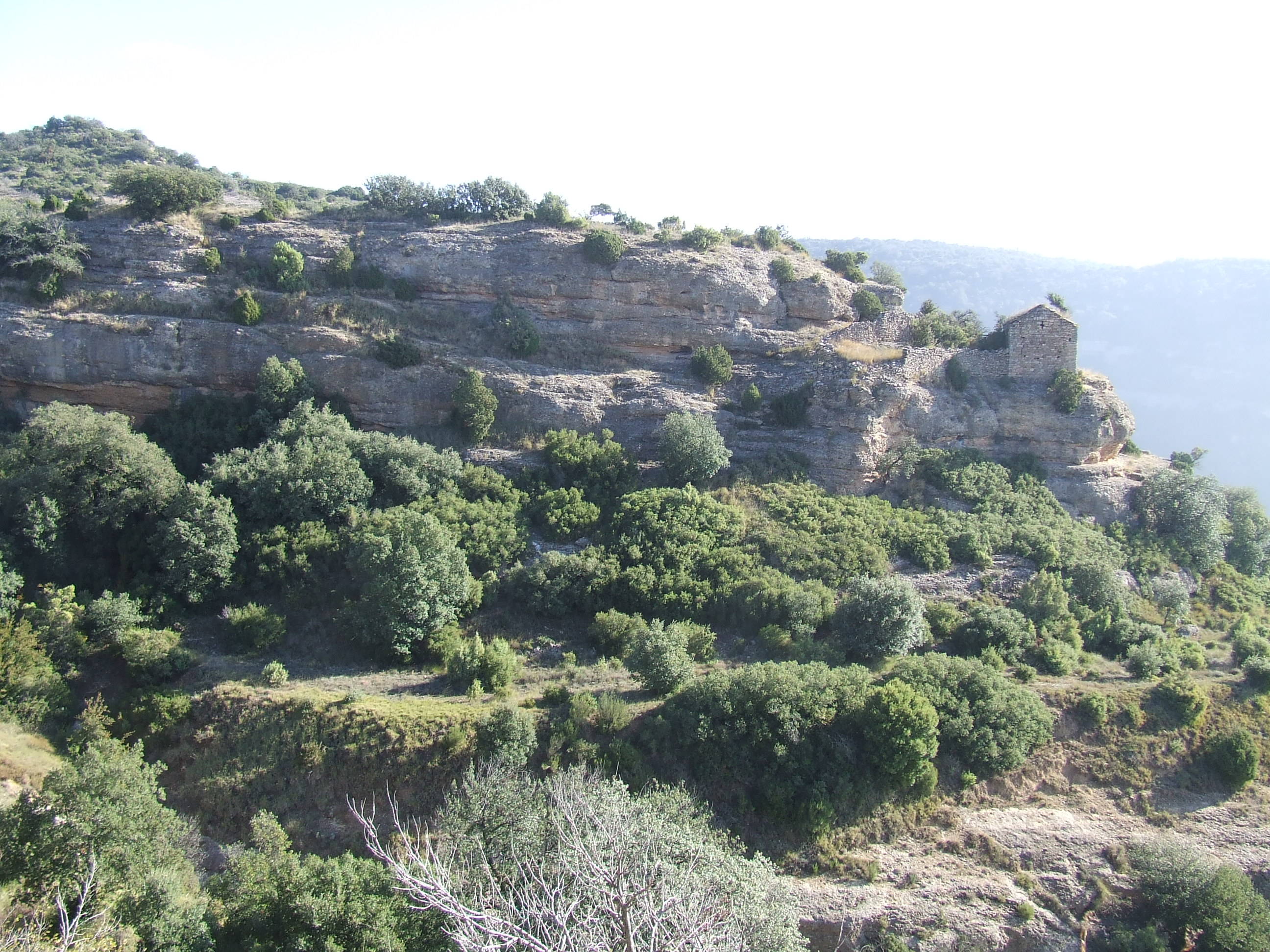
Vista de Benavent de la Conca con la iglesia de Santa Ana al fondo.

En los censos medievales aparece ya con un reducido número de habitantes, pese a su estratégica situación, el 1359 es mencionado en el censo de la Veguería de Pallars con 9 fuegos (unas 45 personas). De estos 9 fuegos se pasa a los 50 habitantes del censo de 1718 (gran estabilidad, pues).
El 1831 se le menciona en las relaciones del corregimiento de Talarn, y constan 66 habitantes. En ese momento pertenecía al señorío del conde de Aranda. El 1845 constan 111 habitantes.
Hacia mediados del siglo XIX pasaron por Benavent de la Conca los colaboradores de Pascual Madoz, con los datos obtenidos, este geógrafo escribe lo siguiente, del pueblo de Benavent: 

situado al lado de una roca, en terreno montañoso, el combaten todos los vientos y el clima es sano. Tiene 26 casas de un solo piso, distribuidas en dos calles en pendiente, y una pequeña plaza. Tiene prisión e iglesia, y restos de una torre donde los  varones de Orcau cerraban los presos de su baronía. Viven 27 vecinos (cabezas de familia) y 111 almas (habitantes). Incluye la venta de Blasco y 5 casas llamadas Gramenet, además de dos masías llamadas Venta de Romanet y la Masia, situadas a una hora al sur, y separadas entre ellas un cuarto de hora.

La pasada  guerra civil dio un cierto protagonismo a Benavent de la Conca. En este pueblo había instalada la única batería de artillería republicana fija que intervino en los duros combates del Frente del Pallars. Tuvo una escasa incidencia, dado que sólo tenía al alcance la mitad sur del frente de combate: de la sierra de la Campaneta hacia el sur. Las posiciones franquistas de más al norte fueron bombardeadas por unidades móviles y, por tanto, de un alcance también bastante más reducido.

## Geografía humana

### Demografía
| Gráfica de evolución demográfica de Benavent de Tremp entre 1842 y 1960 |
| |
| Población de derecho según los censos de población del INE Población de hecho según los censos de población del INEEn estos censos se denominaba Benavent: 1842, 1857, 1860, 1877, 1887, 1897, 1900, 1910, 1920, 1930 y 1940 Entre el censo de 1857 y el anterior, crece el término del municipio porque incorpora a 255061 (Biscarril) Entre el censo de 1970 y el anterior, este municipio desaparece porque se integra en el municipio 25115 (Isona y Conca d'Alla). |

En 1900 tenía 30 edificios con 99 habitantes, de los 173 y 453, respectivamente, que tenía este antiguo municipio. Así pues, a pesar de ser el pueblo históricamente más importante, no agrupaba a la mayoría de los habitantes del término, dado que el problema disperso era muy relevante. Sin embargo, el arrabal de San Gil tenía también 23 casas, con 20 habitantes. En los 1930 se llegó al máximo histórico: 429. Sin embargo, enseguida empieza la bajada: 292 el 1960 y tan sólo 20 el 1994. Los últimos datos muestran una ligera recuperación: el 2006 constan 35 habitantes.

## Fiestas y tradiciones
La fiesta mayor de Benavent de la Conca es el cuarto domingo de agosto, aunque también se celebra la fiesta patronal de Santa Margarita, en el ámbito de la parroquia, el domingo más próximo al 20 de julio, día de la santa.
Antiguamente se había celebrado la fiesta de Sant Gili, un asceta de origen griego que vino a hacer vida eremítica en el Pirineo, donde encontró-según unos; según otros, fue quien la talló-la imagen de la Virgen de Núria. Sant Gili, o Gil, era muy venerado por los pastores, y tuvo ermita en Benavent, alrededor de la cual llegó a haber un pequeño arrabal. Estaba a 200 metros del pueblo.
A finales del siglo XIX se tiene constancia del baile, durante la fiesta mayor de Benavent, del «baile plano del ruiseñor»'. Se conservan tanto la música como la coreografía, que han sido reproducidas modernamente en el libro de Joan Bellmunt i Figueras mencionado en la bibliografía.
Aunque se tienen pocas referencias exactas, la memoria popular ha conservado el recuerdo de un benaventí: Joaquim Homs y Marsol, «el Curull»', acordeonista que animó a lo largo de cincuenta años muchas fiestas populares de todo el Pallars y de las comarcas vecinas. Se cuentan muchos hechos, chistes y anécdotas, que nos presentan la imagen de un personaje entrañable, simpático y generoso, además de un auténtico apasionado por la música.

## Servicios turísticos
A Benavent de la Conca existe actualmente un establecimiento casa rural denominado Casa Ramona, muy acogedor y buen trato

## Comunicaciones
Cruza el pueblo de Benavent de la Conca la carretera C-1412b (Ponts - Tremp), que lo une con la Noguera, hacia el sureste, y con la cabeza de comarca, Tremp, hacia el oeste.
Ninguna otra carretera discurre por el pueblo. Sí, en cambio, algunas pistas en buen estado, algunas de ellas asfaltadas, sobre todo la que conduce al antiguo hostal de Blasco, y la que lleva a Covet y Merea.
En cuanto a medios de transporte público, Benavent cuenta con parada del autobús de la línea Barcelona-Puebla de Segur, con un servicio al día en dirección a Barcelona, por la mañana temprano, y otro a media tarde en dirección a Puebla de Segur. También pasa la línea Barcelona-eth Pont de Rei, con dos coches a media mañana en dirección al Valle de Arán (uno de ellos tiene final de trayecto a Esterri de Aneu), y dos a primera hora de la tarde hacia Barcelona.